# Massacre de Pinlaung
Le massacre de Pinlaung est un massacre de civils perpétré par les forces militaires birmanes le 11 mars 2023, dans le village de Namneng (en), dans l'État shan, en Birmanie. Au cours du massacre, les troupes de l'armée birmane tuent au moins 30 civils, dont 3 moines bouddhistes. Le massacre a lieu 9 jours après le massacre de Tar Taing dans la région de Sagaing.

## Contexte
Le 1er février 2021, les forces armées birmanes organisent un coup d'État et renversent le gouvernement démocratiquement élu dirigé par la Ligue nationale pour la démocratie. Peu après, l'armée met en place une junte, le Conseil administratif d'État (SAC), et déclare l'état d'urgence national. En réaction, des civils de tout le pays organisent des manifestations de grande ampleur pour résister à la prise de pouvoir militaire.
En mai 2021, la résistance menée par des civils se transforme en une guerre civile contre le SAC, qui n'est pas disposé à faire de compromis. Namneng (shan : ၼမ်ႉၼဵင်ႈ ; birman : နန်းနိမ့် , diversement orthographié Namneint, Nanneint, Nam Neng, Nam Hnain, Nan Neint, Nan Nein, etc.) est situé dans une zone contestée de l'État shan. Le village, dont les habitants sont majoritairement Pa-O, fait partie du canton de Pinlaung (en) (également orthographié Panglong) dans la zone auto-administrée Pa'O (en) de l'État shan, qui est contrôlée par l'Organisation nationale Pa-O (en) (PNO), un allié de la junte militaire,. La zone agit comme un tampon stratégique entre les parties les plus agitées des États shan, de Kayin et de Kayah et la capitale nationale de Naypyidaw,.
Au lendemain de la guerre civile, les jeunes Pa-O, comme beaucoup dans tout le pays, forment et rejoignent des forces de résistance comme la Force de défense nationale Pa-O, en opposition au régime militaire,. En septembre 2021, la branche armée du PNO, l'Armée nationale Pa-O (PNA), commence à s'associer aux troupes de l'armée birmane dans des opérations militaires visant à capturer des bases de résistance. En juillet 2022, le PNO commence à tenter de recruter de force des villageois dans une nouvelle milice locale. Le PNA intensifie également ses efforts de recrutement à mesure que les combats s'intensifient dans la région.

## Massacre
L'armée birmane emploie une stratégie des "quatre coupes (en)" pour couper l'accès des groupes de résistance à la nourriture, au financement, aux renseignements et aux recrues, en refusant l'accès humanitaire, en rasant des villages entiers et en utilisant des frappes aériennes et des bombardements d'artillerie aveugles.
En janvier 2023, les forces militaires birmanes commencent des frappes aériennes et des bombardements militaires aveugles dans le canton de Pinlaung, dont les villages voisins de Nampan et Leinlin,. Le 24 février, des combats au sol commencent dans le canton de Pinlaung, forçant plus de 5 000 villageois à fuir, dont la plupart des villageois de Namneng,. Cependant, 33 villageois, dont l'abbé du monastère bouddhiste (en) local de Namneng, deux moines disciples et 30 fidèles laïcs, restent dans le village, qui est par ailleurs désert.
Le 11 mars, vers 5 h 0 du matin, les troupes de l'armée birmane commencent à attaquer Namneng, tandis qu'une unité située sur une colline voisine bombarde le village avec de l'artillerie. En réponse, un affrontement éclate entre les combattants de la résistance de la Force de défense du peuple et de la Force de défense des nationalités karenni, qui attaquent les troupes de l'armée qui incendient des maisons dans le village. L'armée birmane et les forces de résistance subissent toutes deux des pertes pendant le conflit.
Ce soir-là, les forces de résistance se retirent après que des avions militaires attaquent le village. Les forces militaires incendient environ 50 maisons dans le village, et un total d'au moins 200 maisons dans la région sont incendiées,. Les troupes de l'armée procèdent à l'occupation du monastère local. Le lendemain matin, les forces de résistance qui reviennent au village découvrent les corps de 28 civils, dont 3 moines bouddhistes de ce monastère local. Les victimes, dont la plupart présentent des blessures par balle au crâne, ont été exécutées par les troupes de l'armée. Les murs du monastère sont également criblés de trous de balles.

## Auteurs
L'attaque est menée par des troupes de l'armée birmane, placées sous l'autorité de Min Aung Hlaing, qui dirige également la junte militaire. Des balles et des armes utilisées par l'armée birmane, notamment des balles de 5,51 mm et 5,56 mm, des balles M79, des éclats d'obus d'armes lourdes et des boîtes de balles vides, sont retrouvées plus tard sur le lieu du massacre.

## Victimes
Au 13 mars, les corps de 28 villageois, dont 3 moines, sont retrouvés, tandis que cinq sont toujours portés disparus. La plupart des victimes sont associées au monastère bouddhiste local de Namneng. Les victimes sont retrouvées avec de multiples blessures par balle, des blessures au couteau et des signes de torture, notamment des jambes cassées, des ecchymoses et des brûlures. De nombreuses victimes sont abattues "à très, très courte distance" et tailladées à plusieurs reprises avec des couteaux pour s'assurer qu'elles soient mortes. Les moines, identifiés comme Paṇḍi (45 ans), Sobhāka (66 ans) et Kovida (66 ans), sont incinérés le 14 mars,. Les villageois disparus seraient kidnappés par l'armée, pour être utilisés à des fins de propagande afin d'exonérer l'armée de son rôle dans le massacre.

## Réactions

### Birmanie
Le 13 mars, Zaw Min Tun, porte-parole de la junte militaire, affirme sur Myawaddy TV (en) que les forces de résistance, dont la KNDF, ont fomenté l'escarmouche en tendant une embuscade aux troupes militaires et aux combattants alliés de l'Armée nationale Pa-O entrant dans le village. Il réfute les allégations selon lesquelles l'armée a tué des villageois lors de l'escarmouche, la qualifiant de "désinformation". Le lendemain, le PNO, allié de l'armée, accuse la KNDF du massacre.
La KNDF avance que l'armée tente activement d'inciter à un conflit ethno-religieux en tuant des moines bouddhistes et des civils à l'intérieur d'un complexe monastique. La KNDF comprend des karennis ethniques qui sont majoritairement chrétiens, tandis que les Pa-O sont majoritairement bouddhistes. Le 16 mars, le gouvernement d'unité nationale (NUG) d'opposition fait écho aux sentiments de la KNDF, accusant l'armée de semer le conflit religieux, lorsqu'il publie les détails du massacre. Aung Myo Min (en) du NUG qualifie le massacre de "campagne terroriste" et appelle à un embargo mondial sur les armes et à d'autres actions décisives contre l'armée birmane. Il note que ce massacre correspond au modèle de l'armée qui consiste à attaquer régulièrement les civils et à l'escalade de la violence contre les civils ces derniers mois. Le Conseil national fédéral Pa-O (PNFC), un organe de direction politique composé de forces de résistance armée Pa-O, de membres du Mouvement de désobéissance civile (CDM) et d'organisations de la société civile Pa-O, publie une déclaration soulignant l'intention de la junte de semer la méfiance entre les communautés Pa-O et karenni.

### Internationales
En réponse au massacre, Phil Robertson, directeur adjoint de Human Rights Watch, appelle la communauté internationale à imposer des sanctions aux forces armées birmanes pour mettre fin à ces massacres, et note que l'augmentation des "massacres brutaux" indique que "les commandants de la junte ont donné le feu vert à leurs troupes pour attaquer sans discrimination des cibles civiles sans hésitation."
Une semaine avant le massacre, le Haut-Commissariat des Nations unies aux droits de l'homme a condamné séparément la stratégie de la terre brûlée de l'armée birmane, qui a tué des milliers de civils et détruit 39 000 maisons dans tout le pays depuis février 2022.